# باولا ريغو
باولا ريغو (26 يناير 1935 - 8 يونيو 2022)، هي رسامة وفنانة تشكيلية بريطانية من أصل برتغالي. وُلدت في لشبونة وتوفيت في لندن.